# Stazione di Scalea-Santa Domenica Talao
Stazione di Scalea-Santa Domenica Talao vasútállomás Olaszországban, Scalea településen.

## Vasútvonalak
Az állomást az alábbi vasútvonalak érintik:
- Battipaglia–Reggio di Calabria-vasútvonal

## Kapcsolódó állomások
A vasútállomáshoz az alábbi állomások vannak a legközelebb:
- Stazione di Marcellina-Verbicaro-Orsomarso
- Stazione di Praja-Ajeta-Tortora